# 1947年の宝塚歌劇公演一覧
本項目では、1947年の宝塚歌劇公演一覧（1947ねんのたからづかかげきこうえんいちらん）について示す。

## 一覧
（）内は、作者または演出者名。

### 宝塚公演

#### 花組
- 1月1日 - 1月30日　宝塚大劇場
  - 『踊る四季』（水田茂）
  - 『ファイン・ロマンス』（内海重典）

#### 雪組
- 2月1日 - 2月27日　宝塚大劇場
  - 『おもかげ』（高崎邦祐）
  - 『ファイン・ロマンス』（内海重典）

#### 月組
- 3月1日 - 3月30日　宝塚大劇場
  - 『マノン・レスコオ』（高崎邦祐、香村菊雄　脚本・演出）
  - 『アリババ物語』（内村禄哉）

#### 花組
- 4月1日 - 4月29日　宝塚大劇場
  - 『マノン・レスコオ』（高崎邦祐、香村菊雄　脚本・演出）
  - 『春のおどり<世界の花>』（康本・内海・内村・高崎）

#### 月組
- 5月1日 - 5月30日　宝塚大劇場
  - 『運つく男』（吉井敏子　原作、水田茂　改修）
  - 『春のおどり<世界の花>』（康本・内海・内村・高崎　合作）

#### 雪組
- 6月1日 - 6月29日　宝塚大劇場
  - 『南の哀愁』（内海重典）　
  - 『世界の花』（康本・内海・内村・高崎　合作）

#### 月組
- 7月1日 - 7月30日　宝塚大劇場
  - 『南の哀愁』（内海重典）
  - 『眞夏の夜の夢』（高崎邦祐　構成・演出）

#### 雪組
- 8月1日 - 8月31日　宝塚大劇場
  - 『山三と阿國』（水田茂）
  - 『眞夏の夜の夢』（高崎邦祐　構成・演出）

#### 月組・舞踊専科
- 8月7日 - 8月27日　宝塚中劇場
  - 『寿式三番』（楳茂都陸平）
  - 『伯母ヶ酒』（小野晴通）
  - 『裸の王様』（内村禄哉）

#### 花組
- 9月2日 - 9月29日　宝塚大劇場
  - 『素襖落』（水田茂）
  - 『モン・パリ』（岸田辰彌　作、白井鐡造　演出）

#### 月組
- 10月1日 - 10月30日　宝塚大劇場
  - 『千姫』（小野晴通）
  - 『モン・パリ』（岸田辰彌　作、白井鐡造　演出）

#### 雪組
- 11月1日 - 11月30日　宝塚大劇場
  - 『船辨慶』（水田茂）
  - 『リラの花咲く頃』（堀正旗）

#### 花組
- 12月2日 - 12月28日　宝塚中劇場
  - 『アデュウ一九四七年』（康本晋史　構成・演出）
  - 『ミモザの花』（内海重典）

### 東京公演
東京公演再開

#### 雪組
- 4月1日 - 4月21日　日本劇場
  - 『宝塚おどり絵』（内海重典　構成）
  - 『ファイン・ロマンス』（内海重典）

#### 花組
- 7月8日 - 7月31日　日本劇場
  - 『夏のおどり』（水田茂）
  - 『センチメンタル・ジャーニイ』（康本晋史・高崎邦祐）

#### 月組
- 11月8日 - 12月1日　日本劇場
  - 『マノン・レスコオ』（高崎邦祐・香村菊雄　脚本・演出）
  - 『眞夏の夜の夢』（高崎邦祐　構成・演出）

### 宝塚・東京以外の公演

#### 月組
- 1月22日・23日　富山
  - 『メキシカーナ』（内村禄哉）
  - 『木六駄』（水田茂）
  - 『鷺娘』（錢谷信昭）
  - 『春のをどり』

#### 花組
- 2月4日 - 2月6日　宇治山田
  - 『別れの歌』（内海重典）
  - 『紅葉狩』（水田茂）
  - 『寶塚フォリーズ』（玉田祐三）

#### 月組
- 2月6日 - 2月9日　堺、和歌山
  - 『コルネビーユの鐘』（宇津秀男）
  - 『木六駄』（水田茂）
  - 『鷺娘』（錢谷信昭）
  - 『寶塚フォリーズ』（玉田祐三）

#### 花組
- 2月27日 - 3月12日　四国地方
  - 『メキシカーナ』（内村禄哉）
  - 『木六駄』（水田茂）
  - 『鷺娘』（錢谷信昭）
  - 『寶塚フォリーズ』（玉田祐三）

#### 雪組
- 3月15日 - 3月25日　大阪・毎日会館
  - 『別れの歌』（内海重典）
  - 『奴娘道成』（水田茂）
  - 『夢みる灯』（高崎邦祐）

#### 月組
- 4月9日 - 4月24日　新潟地方[1]

- 4月10日 - 4月20日　名古屋宝塚劇場
  - 『アリババ物語』（内村禄哉）
  - 『傀儡船』（小野晴通）

- 4月17日 - 4月19日　奈良
  - 『棒しばり』（水田茂）
  - 『娘道成寺』（錢谷信昭）
  - 『寶塚フォリーズ』（玉田祐三）

- 5月9日 - 5月16日　静岡、豊橋
  - 『別れの歌』（内海重典）
  - 『棒しばり』（水田茂）
  - 『寶塚フォリーズ』（玉田祐三）

- 6月5日 - 6月8日　広島東宝映画劇場
  - 『運つく男』（水田茂　改作）
  - 『傀儡船』（小野晴通）
  - 『寶塚フェスティバル』（玉田祐三）

#### 花組
- 6月7日 - 6月26日　四国地方
  - 『鷺娘』（錢谷信昭）
  - 『戀の藥』（内海重典）
  - 『寶塚フェスティバル』（玉田祐三）

- 6月21日 - 6月23日　舞鶴
  - 『娘道成寺』（錢谷信昭）
  - 『棒しばり』（水田茂）
  - 『寶塚ラプソディ』

#### 月組
- 9月6日 - 9月15日　大阪・毎日会館
  - 『オータム・セレナーデ』（玉田祐三）
  - 『娘道成寺』（錢谷信昭）
  - 『マノン・レスコオ』（高崎邦祐　脚本、香村菊雄　脚本）

#### 雪組
- 10月9日 - 10月15日　名古屋宝塚劇場
  - 『娘道成寺』（錢谷信昭）
  - 『南の哀愁』（内海重典）

#### 花組
- 10月13日・14日　明石
  - 『戀の藥』（内海重典）
  - 『山の悲劇』（岸田辰彌）
  - 『ソング・オブ・スターズ』（康本晋史）

- 11月5日 - 11月10日　鳥取、倉吉、松江
  - 『山の悲劇』（岸田辰彌）
  - 『戀の藥』（内海重典）
  - 『ソング・オブ・スターズ』（康本晋史）

#### 雪組
- 12月5日・6日　豊中
  - 『山の悲劇』（岸田辰彌）
  - 『娘道成寺』（錢谷信昭）
  - 『オータム・セレナーデ』（玉田祐三）

- 12月13日 - 12月22日　大阪・毎日会館
  - 『テディベア』（内村禄哉）
  - 『南の哀愁』（内海重典）